# Instituto Normal Central para Señoritas Belén
El Instituto Normal Central para Señoritas Belén es una institución de educación media de Guatemala, especializada en la formación de maestras de educación primaria urbana.

## Historia

### Orígenes
El origen de Belén se encuentra en el nacimiento de la orden betlemita inspirada por el Hermano Pedro de San José Betancur desde su llegada a la Capitanía General del Reino de Guatemala, en 1650. Fundó y sostuvo una escuela de primeras letras, a la que llamó Belén, y centros de acogida para pobres, indígenas y vagabundos. Otros terciarios lo imitaron, y al fundar la Orden de los Hermanos de Nuestra Señora de Bethlehem en 1656, su fin era servir a los pobres.
La obra de la Orden continuó después de su muerte. Cuando la ciudad se trasladó desde el Valle de Panchoy al Valle de la Ermita a causa de los terremotos de 1773, la orden se estableció en el Convento de Belén, localizado en la moderna 11a. avenida y 14 calle del Centro Histórico de la Ciudad de Guatemala.
Desde el 28 de octubre de 1813, y después de la elección del rector de la Real y Pontificia Universidad de San Carlos Borromeo -nombre que tenía la Universidad de San Carlos de Guatemala durante la época colonial- se habían celebrado en la celda prioral del Convento de Belén varias juntas organizadas por fray Juan Nepomuceno de la Concepción. Los que allí se reunían juraban mantener en secreto lo tratado pero el 21 de diciembre de 1813, José de Bustamante y Guerra, Capitán General de Guatemala al enterarse de que en el Convento de Belén se reunían sediciosos para intentar una sublevación, dictó un auto para que apresaran a los religiosos de ese monasterio. En la acometida resultarían presos varios conjurados y los frailes Manuel de San José y Juan Nepomuceno de la Concepción. No se sabe si existió algún plan para llevar a cabo la conjura; una versión apunta a que los conjurados pretendían sublevarse después del disparo de un cohete a las doce de Noche Buena, y serían auxiliados por los batallones de El Fijo y de Milicias; también se apoderarían de armas, dinero en cajas reales, proclamarían la independencia y desterrarian a Bustamante. Pero fueron descubierto por una traición de José de la Llana y llevados a prisión.
Como consecuencia de la conspiración el convento fue clausurado y la Orden expulsada, lo cual permitió a la municipalidad fundar una escuela para niñas en el edificio.[cita requerida]

### Tras la expulsión de los Betlemitas

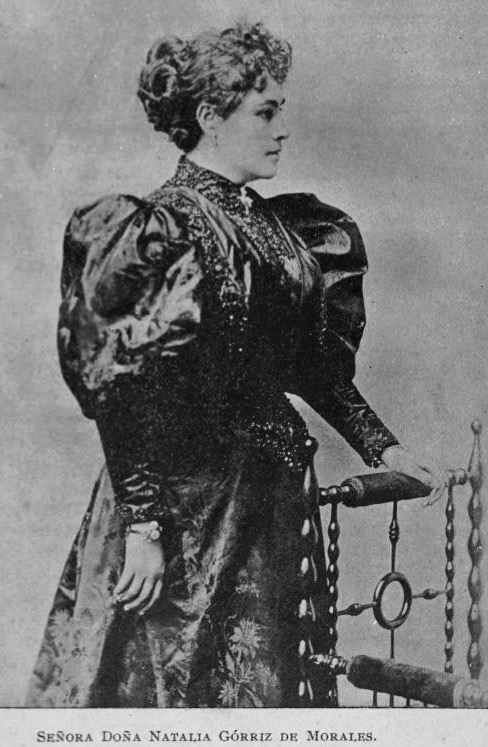
Profesora Natalia Górriz, fundadora de la «Escuela Normal de Señoritas» en 1888. Fotografía de La Ilustración Guatemalteca.

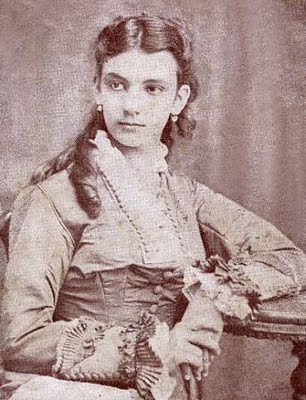
María García Granados y Saborío, hija del general Miguel García Granados y nieta de la hermana del general, la periodista y poetisa María Josefa García Granados Alumna del poeta José Martí en el Colegio para Niñas en 1877, se enamoró de este, y su temprana muerte dio origen a la leyenda de «La Niña de Guatemala».

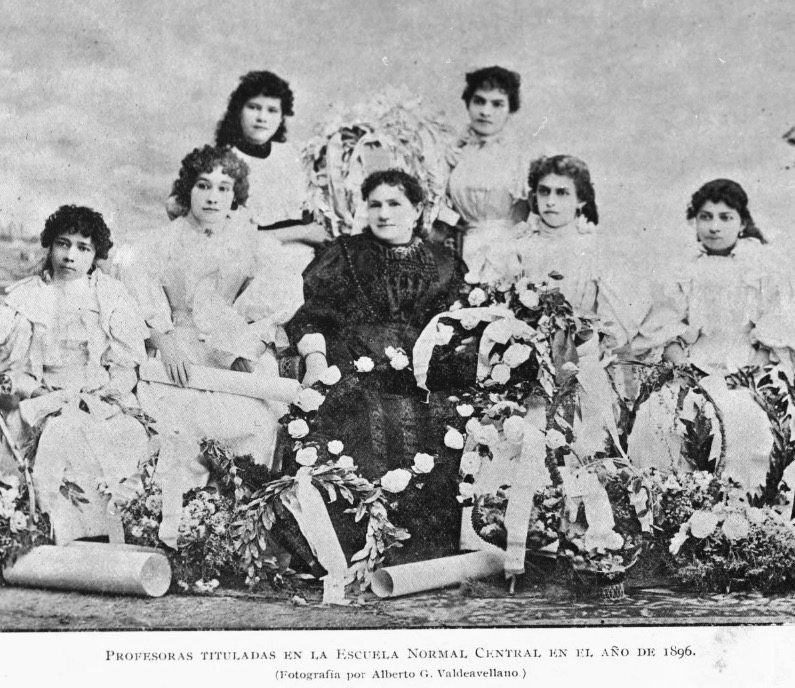
La profesora Rafaela del Águila, rodeada de sus alumnas egresadas con el diploma de Maestras de la Escuela Normal en 1896. Las alumnas son: Concepción Mancilla, Audelia Reyna Barrios, Lola Castellanos, Mercedes Torres, Ester Toledo y Beatriz Cienfuegos.

El antiguo edificio de los Betlemitas fue convertido en el Asilo de las Hermanas de Nuestra Señora, dirigido por las monjas Ursulinas.
La profesora Ana Gilma de Rosales en un documento donde narra la historia del Belén, cuenta que las actividades educativas comenzaron durante el régimen del general Rafael Carrera (1845-1865), cuyo régimen firmó un Concordato con la Santa Sede en 1854, en el que se comprometía a otorgar la educación de Guatemala a la Iglesia católica. Siguiendo las directrices del Concordato de 1854, la escuela municipal se transformó en un colegio para señoritas de la sociedad capitalina y centroamericana; se contrató a un grupo de monjas belgas de la Orden de Nuestra Señora de Namuro, quienes prepararon a las señoritas en artes, idiomas, normas sociales. Aparte funcionaba una escuela para niñas de escasos recursos.
La Revolución de 1871 terminó con este proyecto el 20 de enero de 1875 con el decreto n.º 133, el cual acordó la creación de un colegio superior de niñas, que tuvo el carácter de Instituto de Secundaria, para lo cual se contrataron los servicios de maestras europeas. La primera directora fue Otta James, quien lo administró por un período breve. Durante este período, sobre la base de los preceptos liberales anticlericales, se expropiaron numerosos bienes a las órdenes del clero regular de la Iglesia Católica, ya que esta era uno de los principales terratenientes y encomenderos conservadores; y se restringió el poder del clero secular y los arzobispos con la eliminación del diezmo obligatorio.

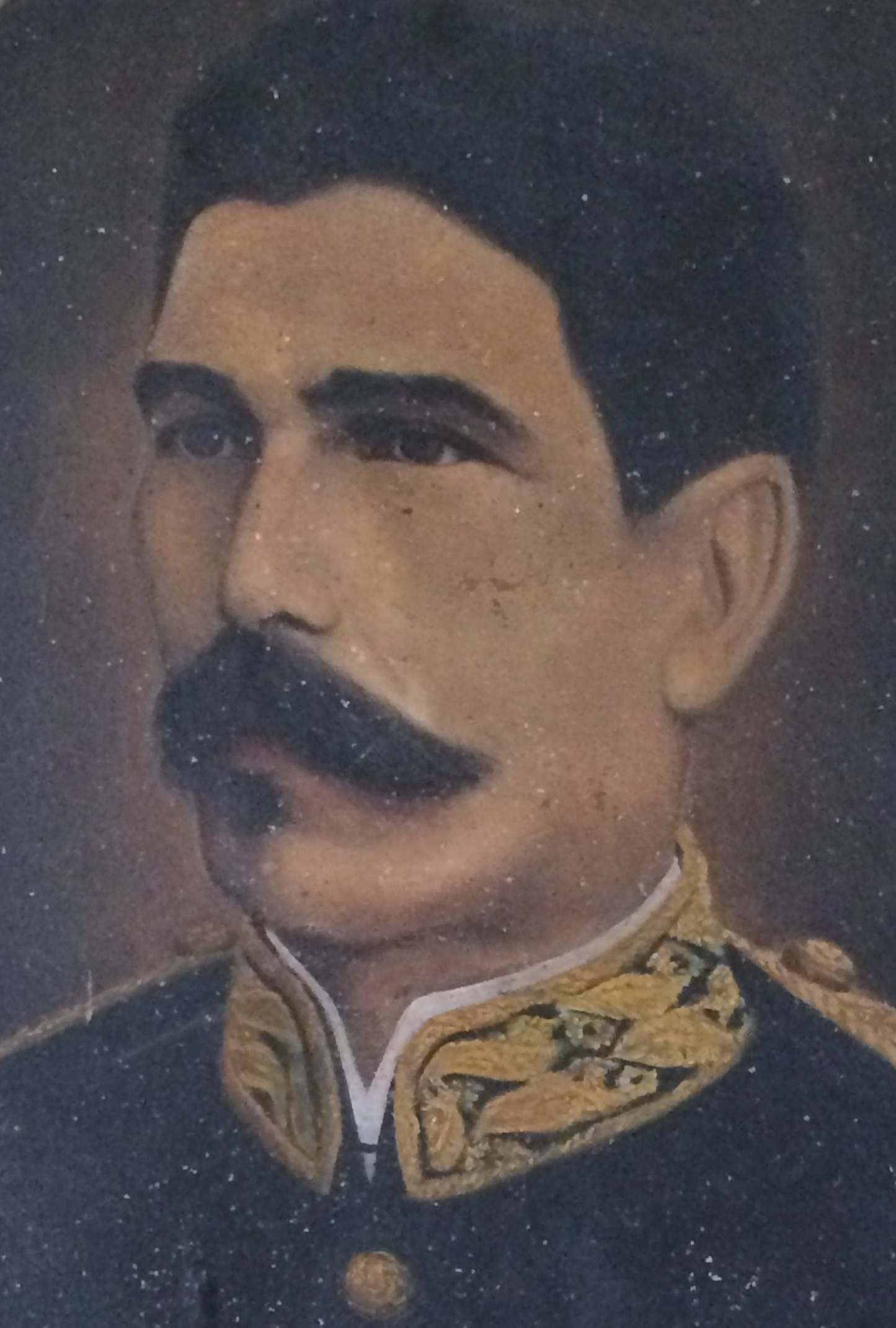
General Manuel Lisandro Barillas Bercián, presidente de Guatemala de 1885 a 1892. Durante su gobierno se decretó la fundación de la Escuela Normal de Señoritas.

Los gobiernos liberales, especialmente el de Justo Rufino Barrios, emprendieron un vasto programa de reformas que abarcaron, entre otros aspectos, a la Iglesia, la economía y la educación. Los siguientes fueron los postulados liberales del gobierno de Barrios:
- Separación definitiva de la Iglesia y del Estado
- Supresión de diezmos y primicias obligatorios, a fin de restarle poder económico al clero secular, el cual dependía de los diezmos y no había sido expulsado del país.
- Extinción de las cofradías
- Instauración del matrimonio civil
- Secularización de cementerios
- Creación del registro civil
- Instauración de la enseñanza laica en todos los colegios de la república
- Instauración de la escuela primaria gratuita y obligatoria
- Reorganización de la universidad, para eliminar los cursos de teología.[9]

Sobre la base de estos preceptos, se expropiaron numerosos bienes a las órdenes del clero regular de la Iglesia católica, ya que era uno de los principales terratenientes y encomenderos conservadores; de esta forma, se eliminaba el poder del clero regular con la expulsión de las órdenes monásticas, se restringía el poder del clero secular y los arzobispos con la eliminación del diezmo obligatorio y los bienes se traspasaban a los líderes liberales.  Los gobiernos liberales expropiaron los siguientes monasterios a las órdenes del clero regular, luego de derogar el Concordato de 1854 en el que el Estado guatemalteco se había comprometido a resguardar la propiedad privada de la Iglesia Católica:
- Colegio y Seminario Tridentino de Nuestra Señora de la Asunción: convertido en el Instituto Nacional Central para Varones
- Colegio Mayor de los Paulinos: convertido en la Escuela Normal Central para Varones y posteriormente en la Escuela Facultativa de Medicina del Centro
- Convento de Belén: convertido en el Sección Normal del Colegio de Niñas
- Convento de la Recolección: convertido en la Escuela Politécnica
- Convento de Santa Teresa: convertido en cárcel de mujeres[13]
- Convento de San Francisco: convertido en cárcel para hombres y cuartel de policía[13]
- Convento de Santo Domingo: convertido en el Conservatorio Nacional de Música[14] y luego en la Dirección General de Rentas Internas[15]
- Escuela eclesiástica de primeras letras «San José de Calazans»: Colegio «El Progreso» y luego la Escuela Nacional de Música y Declamación.[16]

En enero de 1875 se fundó el Instituto Nacional Central para Varones con las mmg asignaturas de gramática y literatura, aritmética, trigonometría y topografía, dibujo lineal, teneduría de libros, física, mecánica, agricultura, historia natural, anatomía, fisiología e higiene, anatomía y fisiología comparadas, filosofía y pedagogía, latín, francés e inglés, derechos y deberes del ciudadano y calistenia; un programa positivista completo.  El movimiento del positivismo afectó a toda la población culta porque estaba dirigido tanto a la escuela primaria como a la secundaria, y la ley disponía que la primera fuese obligatoria, laica y gratuita.  En la Escuela Politécnica se establecieron carreras de topógrafo, ingeniero de minas, ingeniero de montes, agrimensor, arquitecto, telegrafista y tenedor de libros.  El movimiento educativo positivista se completó con la publicación y traducción de importantes obras de texto y con la publicación de periódicos como La educación del pueblo y El Instituto Nacional.
| El despacho de Educación estuvo en manos de los intelectuales hondureños Marco Aurelio Soto y Ramón Rosa, quienes alternaban sus funciones entre el y su despacho de Relaciones Exteriores. El pensamiento de ambos intelectuales liberales, fuertemente anticlerical, quedó reflejado en las reformas liberales en educación y religión en Guatemala, y se resume en estas líneas escritas por Rosa en 1882: «En América, en donde la instrucción popular se difunde con la celeridad de la luz, y en donde no existen, como en Europa, muy arraigados y tradicionales intereses religiosos, que dan poder y privilegios a numerosas clases sociales; en nuestra América, en donde la libertad de conciencia es ya una conquista definitiva: todas, todas las religiones positivas tienen que desaparecer, en no remoto día, con sus artificiosos y contradictorios dogmas, con sus litúrgicos aparatos teatrales, con sus sangrientas historias, con sus egoístas y mal disfrazados intereses mundanos, con sus hipócritas santidades, con sus privilegiadas y ensoberbecidas castas, y con sus execrables tiranías [...]». En 1876, ambos serían instalados por Barrios en Honduras como Presidente y secretario General de Gobierno, respectivamente, y gobernaron hasta 1883 cuando el mismo Barrios atacó a Honduras. En julio de 1875 Barrios extinguió la Pontificia Universidad de San Carlos Borromeo y en su lugar creó la Universidad Nacional de Guatemala, con las Facultades de Jurisprudencia y Ciencias Políticas y Sociales, y Medicina y Farmacia; la ley orgánica y reglamentaria de instrucción pública decretaba que, en esta última, el estudio de la fisiología debía efectuarse de una manera filosófica, con todas las teorías modernas sobre la ciencia y, en cuanto fuese posible, de modo experimental. En 1877 el gobierno fundó la Universidad de Occidente, la cual contaba con la Escuela Facultativa de Derecho y Notario de Occidente. En 1879 fundó la Biblioteca Nacional de Guatemala y las facultades de Ingeniería, Filosofía y Literatura. El plan de estudios de la facultad de Literatura incluía: psicología y lógica, ética e historia de la filosofía, lengua y literatura latina, gramática castellana, literatura española y americana y literatura inglesa y alemana. |

### Gobiernos militares de Orellana y Chacón

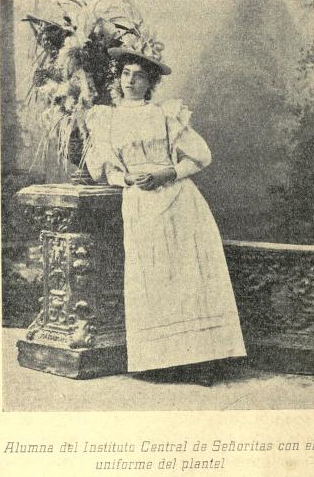
Uniforme utilizado por las estudiantes en la década de 1890. Imagen de El Educacionista.

El proyecto educativo que inició el gobierno de José María Orellana (1921-1926) y que tuvo como base fundamental la «desanalfabetización», es decir, la eliminación del analfabetismo, continuó durante el gobierno del general Lázaro Chacón (1926-1930). El gobierno, al igual que el de Orellana, realizó varios concursos para elegir a los más aventajados estudiantes que culminaban su carrera como maestros y otorgarles una beca que les permitiera continuar sus estudios en otros países convirtiéndose en profesionales de la pedagogía para que, de vuelta a Guatemala, pudieran encargarse de formar a los nuevos maestros.
El gobierno de Lázaro Chacón intentó realizar estos cambios en el sistema educativo guatemalteco: 
- Decreto 1500 del 3 de mayo de 1927: establecía el Consejo Nacional de Educación con carácter de Cuerpo Técnico Consultivo de la Secretaría de Educación Pública. Sus objetivos eran todos los trabajos técnicos de reforma, organización y reglamentación, relativos a las enseñanzas primaria, normal, secundaria y especial. Una de las primeras tareas del Consejo fue recopilar todas las leyes, que en materia educativa, habían sido dictadas para conseguir su unificación y crear así la «Ley Orgánica de Educación Pública».[8]
- Ley Orgánica y Reglamentaria del Personal Docente de la República de Guatemala: la educación se enfrentaba en estos momentos al grave problema de la falta de maestros calificados. En el gobierno anterior se había hecho el cálculo de unos cuatrocientos cuarenta y cinco maestros titulados, y 2652 maestros empíricos. Para 1927, si bien había habido un aumento, la magnitud del problema no permitía que el cambio fuera significativo. Se calculaba para entonces setecientos veintiocho maestros titulados y 2,856 empíricos. Esta ley orgánica constituyó el antecedente de la Ley de Escalafón que se decretaría años más tarde en el gobierno del doctor Juan José Arévalo. El objetivo de ella era formar categorías entre los maestros, de acuerdo a su tiempo de servicio y aptitudes, y por supuesto, incrementos salariales -aunque estos últimos no se hicieron realidad durante este gobierno debido a la Gran Depresión-.
- Creó nuevos centros educativos como la Escuela Normal de Maestras para párvulos y la Escuela Normal Superior.
- Creó el Instituto Técnico Industrial con el objeto de tecnificar a los obreros.[9]
- Escuela Normal Superior: la reforma a la Ley Orgánica de fecha 11 de mayo de 1929, comprendía la creación de la Escuela Normal Superior y los reglamentos de julio de ese mismo año establecían sus finalidades y su plan de estudios. En el acuerdo de la creación se estableció como requisito esencial, para inscribirse y matricularse en el establecimiento, poseer el título de Maestro de Educación Primaria y al terminar los estudios correspondientes el derecho de obtener el título de Profesor Normal. En su primer año, se inscribieron 44 hombres y 29 mujeres ya que un profesor normal tenía derecho para ocupar los puestos siguientes:[10]
- direcciones de Escuelas Normales e Institutos de Secundaria
- cátedras en dichos establecimientos
- jefaturas de secciones en los departamentos escolar y administrativo del Ministerio de Educación Pública
- inspecciones técnicas[b]

Muchos de los cambios que el gobierno de Chacón intentó no pudieron llevarse a cabo, principalmente por problemas económicos. A Chacón le tocó, durante su administración, sufrir los primeros embates de la Gran Depresión de 1929, lo que dificultó y finalmente imposibilitó la realización del proyecto.

### Gobierno de Jorge Ubico

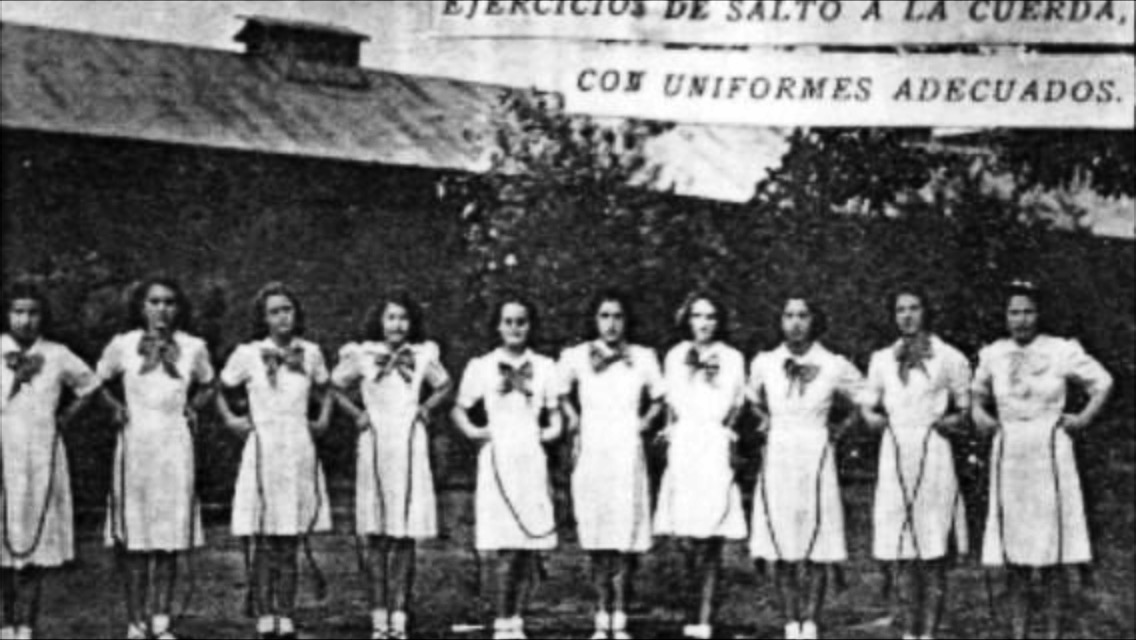
Clase de educación física durante el gobierno del general Jorge Ubico.

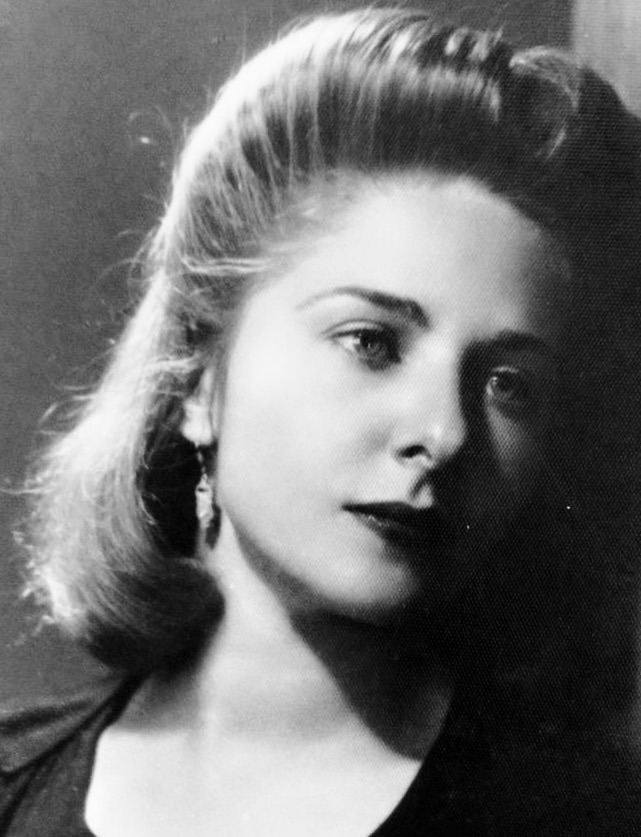
Profesora Olga Pérez Guisasola. Estudió en el Instituto Belén en la década de 1930 y luego laboró en el magisterio guatemalteco público y privado hasta la década de 1990.

Cuando Jorge Ubico tomó la presidencia en 1931, acabó con todas las novedades en materia educativa y dificultó seriamente las condiciones para el magisterio nacional. El proyecto educativo permaneció dormido hasta que fue retomado por el gobierno de Juan José Arévalo beneficiario de una de las becas que el gobierno otorgó y que le permitió doctorarse en el extranjero-. Arévalo llevó a cabo todos los cambios que Chacón solamente pudo intentar. El pedagogo Luis Martínez Mont, amigo personal de Arévalo y quien había regresado a Guatemala luego de realizar estudios avanzados de psicología infantil en Suiza con el famoso psicólogo infantil Jean Piaget se hizo cargo de la dirección de las escuelas normales del país.
El 27 de abril de 1932, emitió el Ejecutivo el decreto 1264 por el cual se establecía el pago de cuotas en la enseñanza secundaria normal en especial. El referido decreto aduce razones de carácter económico y considera que "por otra parte, el Estado tiene obligación de costear solo la instrucción primaria, por ser base imprescindible y de suma necesidad para la preparación del pueblo y el ensanche de la cultura nacional.
El gobierno del general Jorge Ubico (1931-1944) derogó la Ley de Educación impulsada por los presidentes Orellana y Chacón y aplicó las siguientes medidas:
- Prohibió el trabajo magisterial a la mujer casada.
- Fomentó la delación y el espionaje entre los maestros, tácticas que ya habían sido utilizadas antes en Guatemala, durante el gobierno de Estrada Cabrera.
- Promovió numerosos actos públicos de felicitación al presidente y al Partido Liberal Progresista. En los desfiles marchaban también los maestros portando uniforme al estilo militar y sujetos a una drástica disciplina.[10]
- Redujo las jubilaciones de algunos maestros retirados a cantidades de hasta dos quetzales mensuales, que por ende resultaban insuficientes para subsistir; en esos años, los maestros ganaban menos quince quetzales al mes.
- Organizó mediatizadas exposiciones escolares.
- Implantó la educación militarizada en los centros de segunda enseñanza y semimilitarizada en las escuelas primarias. Los centros de segunda enseñanza fueron sujetos a un régimen semimilitar desde el año de 1932, nombrándose como inspectores a militares que tenían generalmente el grado de tenientes capitanes; el inspector general de cada establecimiento tenía un grado que oscilaba entre el de mayor y el de coronel. Los medios disciplinarios que empleaban consistían en arrestos, plantones y expulsiones temporales y definitivas.
- Al principio de su gobierno, debido a los efectos de la Gran Depresión de 1929, pospuso la construcción de nuevas escuelas públicas primarias y la reparación de las ya existentes. No obstante, esto cambió hacia 1943, cuando se fomentó la construcción.
- Invirtió grandes sumas de dinero en miles de uniformes escolares y banderas de colores.
- Promovió concursos atléticos interescolares.[13] La educación física fue objeto de un gran incremento que era por lo general apreciado en los aniversarios de la independencia patria -15 de septiembre- y de la Revolución Liberal -30 de junio-.[10]

### Gobiernos revolucionarios

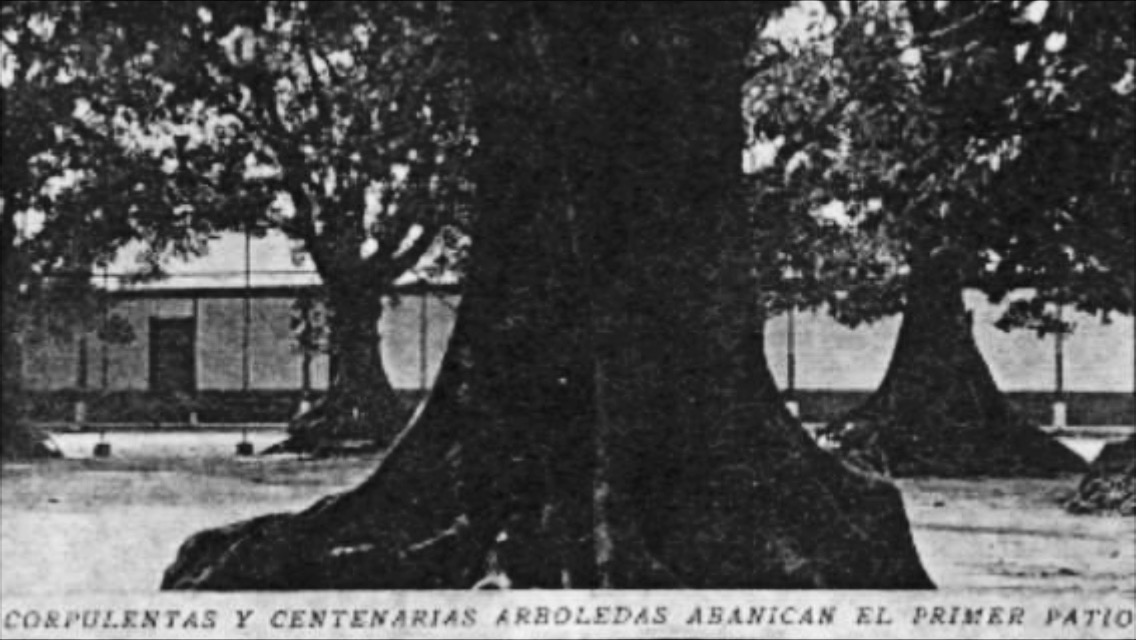
Arboledas centenarias en los patios del Instituto. Fotografía de ca. 1940.

El presidente Juan José Arévalo Bermejo tuvo a su cargo la realización de grandes reformas educativas, como la reforma de los planes y programas de estudio. En 1946 practicó un censo escolar que fue el primero que se efectuaba en Guatemala y arrojó datos importantes sobre el atraso de la educación y el pavoroso nivel de analfabetismo existente. Sobre la base de estos resultados, se organizó una gran compaña alfabetizadora, se organizaron las Misiones de Cultura Inicial, se reabrió la Universidad Popular, y se creó la educación rural.
La Educación secundaria y normal fue objeto de una reforma general creándose el ciclo básico de 3 años común para los estudios de bachillerato y normal, a partir de este ciclo se bifurcaban los planes de estudio de ambas disciplinas. El viejo sistema de tribunales para los exámenes orales fue sustituido por las pruebas objetivas.
El gobierno arevalista estimuló en los establecimientos públicos de enseñanza media la práctica de la república escolar, como en la Escuela Normal Central para Varones y el autogobierno escolar en el Instituto Belén. Como ejemplo del autogobierno, En la Revista ciclo escolar aparece foto de la actriz guatemalteca Norma Padilla como directora de Belén en un juego pedagógico del Instituto promovido por la dirección. Norma Padilla estaba entonces en el cuarto año y fue elegida directora para el día de la normalista - 20 de diciembre -. El autogobierno escolar lo introdujo a Guatemala la Dra. María Solá de Sellarés promotora de la Escuela Activa o Funcional Europea.
María Solá de Sellarés, llegó a Guatemala como directora de la Escuela Normal para Señoritas en 1941 y promovió la actividad artística promoviendo la danza a nivel escolar y las presentación de obras tanto en el establecimiento como en diferentes teatros de la ciudad. Solá de Sellarés también introdujo el coro dirigido por José Mata Gaviria, y convirtió Belén en un centro de auténtica categoría cultural y con ellas colaboraron dos estudiantes de la Escuela Normal para Varones, Carlos Mencos y Luis Rivera. Al principio, la misma Dra. de Sellarés reconoció que la situación se tornó un caos, un libertinaje, porque la niña después de estar oprimida fue liberada; pero la directora cambió el libertinaje y encauzó a las alumnas como grandes artistas, lo que sirvió de motivación a la creación de grupos de teatro y danza de alta calidad artística como el Teatro de Arte Universitario (TAU) y el Ballet Guatemala. Como resultado, la actividad artística de Belén se desarrolló ampliamente y se montaron las siguientes obras:
- la primera «Ixquic» que se montó en Guatemala[d]
- el ballet drama «Rabinal-Achí», basado en el libreto del escritor Carlos Girón Cerna[17]
- el ballet «Giselle»
- la tragedia bíblica «Esther» de Racine
- «Ruth»
- algunos fragmentos del «Cantar de los Cantares» y
- algunos fragmentos de los Salmos de David,
- «Las preciosas ridículas» de Moliere
- bailes regionales de Guatemala, de Centroamérica y América Latina, que se presentaron en la concha acústica del Parque Centenario el 2 de octubre de 1946 y en el Teatro Capitol el 2 de abril de 1948.[15]

Lo más importante de este movimiento fue el sentido que se le dio al arte, ya que de ser un grupo de aficionados en una actividad extracurricular paso a profesionalizarse; en un inicio las mismas jovencitas interpretaban los papeles masculinos, pero más tarde se abre el espacio para que lleguen varones a trabajar con ellas.
El Colegio de Maestros de Guatemala, una organización conservadora y seguidora de los antiguos lineamientos del gobierno de Jorge Ubico, surgió en 1949 y aglutinó a maestros que pertenecían a la élite intelectual del momento. 
Durante el periodo presidencial del Coronel Jacobo Arbenz Guzmán se siguió con la misma tónica educativa que en el gobierno de Arévalo. Durante el Gobierno de Arbenz se incrementó en gran manera la educación rural y la alfabetización. Se incrementó la educación prevocacional. El plan inicial de l la Escuela Normal Rural se extendió con la regionalización de las escuelas rurales de las cuales se fundaron seis en distintos rumbos del país. Los postulados pedagógicos de la revolución se mantuvieron vigentes por 10 años cuando se dio a la educación un carácter democrático desde los jardines de niños a la Universidad, surgieron: el periodismo escolar, el autogobierno y las asociaciones de estudiantes se generalizaron en todas las escuelas secundarias. El anteproyecto de la Ley Orgánica de 1952 instaló un moderno sistema educativo acorde con la realidad pedagógica del país. Este estatuto no tuvo vigencia total.
La educación mantuvo el carácter de laica, gratuita y obligatoria para un mínimo de escolaridad. Las guarderías infantiles proliferaron y los niños huérfanos y desamparados fueron atendidos con sistemas modernos. Se permitió al magisterio organizarse sindicalmente y se fundó el sindicato de trabajadores de la educación en Guatemala (STEG), que tuvo como contraparte al Colegio de Maestros, el cual era totalmente opuesto a la sindicalización del magisterio nacional. El máximo dirigente del STEG fue el profesor Víctor Manuel Gutiérrez Garvín -miembro del entonces legalizado Partido Guatemalteco del Trabajo de orientación comunista- aunque él no era de la línea prosoviética estalinista de los dirigentes del PGT. La capacidad dirigencial de sus directivos, posibilitaron que el STEG llegara a ser la más poderosa organización sindical del período y que sus planteamientos fueran esencialmente políticos.
Con la llegada al poder de la Contrarrevolución junio de 1954, casi todas las organizaciones sindicales fueron proscritas, según Decreto 21 del 16 de julio de 1954 de la Junta de Gobierno liberacionista. Varios dirigentes magisteriales departamentales fueron encarcelados, otros fueron expulsados del país y más de tres mil maestros fueron destituidos de sus puestos.

### Gobierno liberacionista
Como parte de la política macartista del nuevo gobierno hubo cierre o suspensión de centros educativos y se eliminaron los gobiernos estudiantes revolucionarios, y que la nueva constitución de 1956 prohibía la organización de asociaciones de índole comunista o totalitaria. Numerosas publicaciones fueron destruidas por considerarlas comunistas; por la misma razón el gobierno suprimió las revistas El Maestro y Guatemala y la revista infantil Alegría. Esta nueva política también suprimió las misiones ambulantes de Cultura Inicial y otros programas de educación popular. El impulso a la educación parvularia, de la educación popular y de la alfabetización quedó detenido, a pesar de estar contemplados en la Constitución emitida en 1956.
Ese año también se emitió la Ley Orgánica de Educación Nacional, con carácter anticomunista. Dicha ley debilitó la coordinación de las instituciones educativas; el 25 de febrero de 1956 se establece la nueva ley, contenida en el Decreto Gubernativo 558 que consolidó los dos ciclos de que se compone la educación media: el pre-vocacional y el diversificado denominándolo ciclo de cultura general en 1958. De esta ley surgieron los institutos básicos por cooperación y los institutos básicos con orientación ocupacional.
El seminario de maestros de escuelas normales rurales tuvo lugar del 3 al 12 de enero de 1956 en la Escuela Normal Rural de la Alameda "Dr. Pedro Molina"; en este seminario los participantes examinaron los objetivos de la educación rural, la estructura y organización de los establecimientos de esta índole, la conveniencia de reformar el plan de estudios que regía las escuelas normales rurales del país, y reconocieron la necesidad de una educación para la salud, el aprovechamiento de las horas libres y la educación para la recreación.
En 1957 el Consejo Técnico del Ministerio de Educación creó el departamento de Orientación Escolar y Vocacional, con el propósito de mejorar la formación de los educandos.

#### Resurgimiento de la educación eclesiástica
La Iglesia Católica recuperó parte del poder que había tenido durante el gobierno conservador del Rafael Carrera en el siglo xix; aunque el Arzobispo de Guatemala, Mariano Rossell y Arellano publicara un escrito respecto a que la Iglesia Católica no buscaba privilegios en su lucha contra el gobierno de Arbenz, consiguió que el gobierno del coronel Castillo Armas incorporara en la Constitución de 1956 lo siguiente:
- la capacidad jurídica de la Iglesia Católica -y las de todos los otros cultos- para adquirir, poseer y disponer de propiedades, siempre y cuando se destinen para fines religiosos, de asistencia social o a la educación.[25]
- que se declarara optativa la educación religiosa en locales oficiales: en el artículo 97 de la Constitución se indica que la ley regularía lo relativo a la enseñanza religiosa en locales oficiales y que el Estado no la impartiría pero la declaraba optativa. También garantiza la libertad de enseñanza en todos los otros establecimientos.[26]
- que el Estado contribuyera al sostenimiento de la educación religiosa: en el artículo 111 se indica que las instituciones privadas que impartan educación gratuita serán exoneradas de determinados impuestos fiscales y municipales en compensación por sus servicios.[27]

Así pues, la educación religiosa privada tuvo un auge a partir de 1955, con la fundación de varios colegios elitistas para señoritas -Colegio Belga Guatemalteco, Monte María e Instituto Experimental La Asunción, entre otros- los cuales absorvieron a las estudiantes de élite que anteriormente hubieran atendido clases en el Instituto Normal Central para Señoritas Belén.

### Jornadas Estudiantiles de marzo y abril de 1962
Después de la eliminación del STEG, el «Colegio de Maestros» participó activamente en algunas luchas magisteriales como el descongelamiento de la Ley de Escalafón y la actualización de la Ley de Clases Pasivas. Otro grupo de maestros fundó a finales de los años cincuenta el Frente Unido del Magisterio el cual en 1960 y junto al STIGSS protagonizó sendas huelgas en demanda de incrementos salariales.
En diciembre de 1961 Ydígoras Fuentes organizó un fraude electoral en los comicios para elegir a los diputados al Congreso de la República. Se determinó que el 1 de marzo de 1962 tomarían esos diputados sus respectivos cargos. Los estudiantes universitarios, organizados en la Asociación de Estudiantes Universitarios (AEU), y los estudiantes de educación secundaria reunidos en el Frente Unido del Estudiantado Guatemalteco Organizado (FUEGO) realizaron una protesta el 1 de marzo de ese año y ese mismo día, los estudiantes realizaron un paro de labores en las diferentes facultades y escuelas de la Universidad, dispersas por el centro de la Ciudad. Colocaron banderas negras en las partes frontales de los edificios denunciando la «muerte de la democracia». La protesta tuvo efecto: en los siguientes días crecieron las acciones en contra del régimen, inclusive grandes manifestaciones en las calles de la capital.
El 9 de marzo, la AEU llamó a un segundo paro de labores. El 13 se realizó un paro más. Los estudiantes paralizaron buena parte de la actividad económica de la capital. Controlaron los accesos de la ciudad, tirando tachuelas para detener el tránsito de vehículos. Fueron las primeras jornadas de lucha masiva, desde el golpe contrarrevolucionario de 1954. Los estudiantes, utilizando únicamente palos, piedras y algunas bombas Molotov, detuvieron los avances de las fuerzas públicas. Cuando el gobierno cortó la red telefónica, los estudiantes reaccionaron, ocupando radioemisoras para transmitir sus mensajes y coordinar así sus acciones. Las protestas se extendieron al interior del país, Chiquimula, Jutiapa, Retalhuleu, San Marcos, Huehuetenango y principalmente a Quetzaltenango, el segundo centro de protesta estudiantil.

Los estudiantes organizados contaron con el apoyo de grupos de obreros, sindicalistas, campesinos, pequeños empresarios, mujeres y trabajadores del arte, inconformes con Ydígoras. También llegaron a participar varios partidos políticos de la oposición, quienes maniobraron para tomar el control del movimiento. Con el crecimiento de las protestas, la AEU no sólo planteó la anulación de las elecciones del Legislativo; emulando los eventos de junio de 1944, también pidió la renuncia de Ydígoras Fuentes por su corrupción y despotismo, la disolución del Congreso, la derogación de la Constitución de 1956 y la reimplantación de la de 1945, así como la instalación de una reforma agraria, entre otras demandas.
Los estudiantes de los institutos públicos de nivel medio acuerparon las protestas y sufrieron la mayoría de las bajas. En las jornadas de 1962, la organización de estudiantes de secundaria FUEGO, era líder de los principales grupos de protesta. Varios institutos del Estado fueron violentamente atacados por la policía. En ese momento, el movimiento de masas en la capital ya se había convertido en un reto para el gobierno. Ydigoras lanzó un comunicado en el cual atribuía los disturbios a los comunistas y llamaba a la población a no permitir que el «comunismo» volviera a «ensangrentar» a Guatemala.
No obstante la persistencia de las protestas, la clave para la permanencia de Ydígoras Fuentes en el poder fue el papel desempeñado por las fuerzas armadas. Al inicio de las manifestaciones, los militares que estaban descontentos con el presidente no actuaron. De tal cuenta, al crecer las protestas, altos oficiales buscaron contacto directo con los estudiantes para planificar la transición pos Ydígoras. El gobierno estaba a punto de caer, y los estudiantes y sus aliados, de tomar el poder, como lo habían hecho en la Revolución de octubre de 1944. Pero Ydígoras aceptó un acuerdo con los militares, y en pocas semanas sustituyó todo su gabinete de ministros únicamente por militares. A partir de ese momento los militares reforzaron su posición en el poder.
Ydigoras Fuentes ordenó reprimir las protestas; se declaró estado de sitio, se impuso toque de queda y se inició la persecución. La falta de un líder y de dirección del movimiento popular, hizo que los acontecimientos se salieran de los marcos legales y le dio ventaja a las fuerzas de seguridad que terminaron por romper la resistencia de la población. Varios estudiantes fueron asesinados y muchos más fueron capturados.
La rebelión popular fue sofocada y al final de la revuelta el saldo era de decenas de muertos y heridos, centenares de capturados y muchos otros expulsados del país. Lo más destacado de este hecho fue que hizo estallar la insurrección en la Ciudad de Guatemala, y como consecuencia de la represión, los estudiantes abandonaron la protesta social y la movilización de las masas como vía para cambiar el sistema y en adelante, se unirían a la lucha armada guerrillera, principalmente los estudiantes de la Universidad de San Carlos de Guatemala. Un ejemplo de esto fue la alumna de Belén Rogelia Cruz Martínez, quien fue elegida Miss Guatemala en 1958 -en su último año en Belén-, y luego fue a estudiar arquitectura en la Universidad de San Carlos, en donde entró en contacto con la guerrilla guatemalteca y se unió a ella.
Tras el golpe de Estado de marzo de 1963, el gobierno «de facto» del coronel Enrique Peralta Azurdia volvió a militarizar los institutos de educación media para evitar protestas similares. Asimismo, prohibió todo tipo de actividad sindical en el magisterio.
En 1968, el Ministerio de Educación de Guatemala declaró el edificio del Instituto Belén como Monumento Histórico.

### Coordinadora de Estudiantes de Educación Media (CEEM)
A partir del gobierno del licenciado Julio César Méndez Montenegro se permitió a los estudiantes de educación media en el país a reunirse en la Coordinadora de Estudiantes de Educación Media (CEEM). Durante las décadas de los setenta y ochenta, la CEEM, con líderes del Instituto Belén, estuvo involucrada en los siguientes actos de protesta:
- Protesta por el alza del transporte urbano (1978): junto con la Asociación de Estudiantes Universitarios de la Universidad de San Carlos, participó en protestas callejeras e incendios de buses urbanos. El gobierno del general Fernando Romeo Lucas García cedió en el intento de aumentar la tarifa, pero utilizó las protestas como excusa para incrementar la represión en contra de la CEEM.[29]
- Sepelio de los muertos en la Toma de la Embajada de España en Guatemala (1980): luego de velar en el Paraninfo Universitario en la zona 1 a los fallecidos en la Embajada el 31 de enero de 1980, la CEEM se unió a la procesión del sepelio que salió hacia el Cementerio General.
- Protesta por el alza del transporte urbano (1985): durante estas protestas, que se sucedieron hacia el final del año escolar, prácticamente se paralizó la actividad del Centro Histórico de la Ciudad de Guatemala. Ocurrieron nuevamente los incendios de buses urbanos, la toma de las instalaciones de los institutos públicos y el bloqueo de calles. El gobierno contrarrestó las protestas otorgando un pase a todos los estudiantes de institutos públicos para que utilizaran el servicio urbano gratuitamente; asimismo, promovió a todos los estudiantes al grado inmediato superior por decreto.[30]

### Declive
Debido a la fuerte represión del gobierno durante las décadas de 1970 y 1980, el nivel académico del Instituto para Señoritas Belén empezó a disminuir. Asimismo, se inició el descuido sistemático que el Ministerio de Educación ha tenido con los institutos nacionales, los cuales pasaron de ser los rectores de la educación media de Guatemala, a instituciones de escaso nivel académico. Además los constantes conflictos laborales con agrupaciones magisteriales han provocado períodos extensos en que se han suspendido o cancelado clases durante el ciclo lectivo. Y, finalmente, con el triunfo de la Liberación en 1954 se dio un auge de colegios católicos y privados con instalaciones en los suburbios de la Ciudad de Guatemala, lo que fue aprovechado por padres de familia de clases altas y medias para tener una educación más regular para sus hijos.

## Alumnas distinguidas
| Nombre                                                              | Profesión                                | Breve descripción |
| ------------------------------------------------------------------- | ---------------------------------------- | --- |
| Altuve, Olimpia                                                     | intelectual                              | Fue la primera mujer graduada de la Universidad en Guatemala. Se graduó de la Universidad Estrada Cabreraen 1919. |
| Acuña Sagastume de Castañeda, María Angelina (1905-2006)            | poetisa                                  | Conocida como «Angelina Acuña» fue una representante de la prosa y poesía guatemalteca. Fue una de las principales forjadoras de las poesías hispanoamericanas de la primera era del siglo xx y una de las féminas ilustres de su época. |
| Cruz Martínez, Rogelia (1941-1967)                                  | Reina de belleza y activista guerrillera | Miss Guatemala 1959 y activista guerrillera de la Juventud Patriótica del Trabajo del Partido Guatemalteco del Trabajo (PGT). Fue secuestrada y asesinada en 1968 sin que los grupos guerrillos la protegieran. |
| García Granados y Saborío, María «La Niña de Guatemala» (1860-1878) | Dama de sociedad y musa de José Martí    | Hija del general Miguel García Granados, que fue presidente de Guatemala, y cuya residencia servía de tertulia para los artistas y literatos más destacados de Guatemala. María, además era sobrina y nieta de María Josefa García Granados, influyente poetisa y periodista. Cuando el poeta y patriota cubano José Martí llegó a Guatemala en 1877, frecuentando la tertulia del general García Granados se enamoró de María, pero no pudo corresponder el amor de ésta por estar comprometido para casarse. María murió en 1878, poco después de enterarse de que Martí se había casado, y éste le dedicó en 1891 el poema La Niña de Guatemala. |
| Gómez, Ana Sofía (1995 - )                                          | gimnasta olímpica                        | Ostenta el título panamericano en la viga de equilibrio y ha obtenido varias medallas en su especialidad. |
| Górriz de Morales, Natalia                                          | profesora y escritora                    | Tras graduarse de Belén en 1884, fue profesora de pedagogía y gramática y luego directora del Instituto en 1891, cuando apenas tenía veintrés años de edad. En 1888 promovió la formación de la «Escuela Normal de Señoritas» que se formó en el antiguo instituto Belén y por la que no cobró recargo alguno al gobierno guatemalteco. En 1892, el gobierno del general José María Reina Barrios la promovió al puesto de Inspectora General de las Escuelas de niñas de la Ciudad de Guatemala. Escribió un libro dedicada a Cristóbal Colón al cumplirse el cuarto centenario del Descubrimiento de América en 1892.                             |
| Montenegro, Nineth                                                  | activista y política                     | Fundadora del Grupo de Apoyo Mutuo (GAM) y diputada al Congreso de la República. |
| Oliveros de Peyré, Irene                                            | profesora                                | Directora y propietaria del Liceo Francés. |
| Padilla, Norma                                                      | actriz                                   | |
| Pérez Guisasola de Arathoon, Blanca                                 | docente                                  | Directora y propietaria del Colegio Capoulliez. Ejerció la labor docente por más de cuatro déecadas. |
| Pérez Guisasola de Cáceres, Olga                                    | escritora y docente                      | Fue subdirectora del Colegio Mixto Capoulliez de 1970 a 1995 y ha escrito tres libros de cocina regional guatemalteca. |

## Profesores ilustres
| Nombre                             | Profesión                                                                                                   | Breve descripción |
| ---------------------------------- | --- | --- |
| Acuña, Angelina                    | poetisa y profesora                                                                                         | |
| Álvarez Ovalle, Rafael (1858-1946) | Compositor, flautista, guitarrista, pianista y violinista                                                   | Autor de la música del Himno Nacional de Guatemala en 1897 y director de la Estudiantina del Instituto Belén. |
| Galich López, Manuel (1913-1984)   | escritor, profesor, dramaturgo, diplomático y político                                                      | Recibió, en 1977, el premio Ollantay de Bogotá, por parte de la Federación de Festivales de Teatro de América. Desde muy joven estuvo involucrado al teatro, y fue uno de los jóvenes más representativos que luchó contra las dictaduras de Jorge Ubico Castañeda y de Federico Ponce Vaides, y un revolucionario surgido a partir de la Revolución del 20 de octubre de 1944. En los años de 1944-1954 ocupó diversos cargos entre ellos Presidente del Congreso de la República de Guatemala, Ministro de Educación, Ministro de Relaciones Exteriores, Embajador de Guatemala ante Uruguay y Argentina durante el gobierno del coronel Jacobo Arbenz Guzmán. |
| Hall, Laura                        | escritora y profesora                                                                                       | Educada brillantemente en el Convento de La Sainte Union des Sacrés Coeurs en Londres, fue profesora del Instituto de Señoritas Belén cuando su padre fue nombrado Embajador del Imperio Británico en Guatemala. De esta mujer escritora se han perdido casi la totalidad de sus obras, conservándose únicamente Los Intereses de Jesús (1895). |
| Martí, José (1853-1895)            | político republicano democrático, pensador, escritor, periodista, filósofo y poeta cubano de origen español | Creador del Partido Revolucionario Cubano y organizador de la Guerra del 95 o Guerra Necesaria. Perteneció al movimiento literario del modernismo. Fue catedrático en Guatemala entre 1877 y 1878, cuando estuvo en este país centroamericano durante su exilio forzoso de Cuba. |
| Solá de Sellarés, María            | doctor en educación                                                                                         | Llegó a Guatemala como directora de la Escuela Normal para Señoritas en 1941 y promovió la actividad artística entre el alumnado provocando el nacimiento de la danza y teatro a nivel escolar. También promovió el autogobierno en los institutos de educación media. |
| Vidal, Antonio                     | Músico y compositor                                                                                         | Instituyó un coro en la institución. Fue también director del Conservatorio Nacional de Música. |